# قناة وناسة
قناة وناسة قناة فضائية مجانية تعرض الموسيقى والفيديوهات والبرامج وغيرها من البرامج المتنوعة. تُدار القناة من قبل مركز تلفزيون الشرق الأوسط (MBC) ويملكها المطرب السعودي راشد الماجد .
تبث القناة برامجها باللغة العربية. وهي متوفرة في الشرق الأوسط والقرن الأفريقي عن طريق القمر الصناعي بدر 4 ونايل سات 102. تمَّ إطلاقها في 3 يوليو 2007 خلال حفل غنائي ساهر أقامه الفنان راشد الماجد على شرف عدد كبير من الإعلاميين والفنانين والصحافيين وشخصيات متعددة أخرى.